# فيرونيكا ميرشانت
فيرونيكا ميرشانت (بالإسبانية: Veronica Merchant)‏ هي ممثلة مكسيكية، ولدت في 28 نوفمبر 1963 في مدينة مكسيكو في المكسيك. من الجوائز التي نالتها Premios TVyNovelas ‏.

## أعمال

### أفلام
- البداية والنهاية

## جوائز
- Premios TVyNovelas [الإنجليزية]‏

## وصلات خارجية
- فيرونيكا ميرشانت على موقع IMDb (الإنجليزية)
- فيرونيكا ميرشانت على موقع ألو سيني (الفرنسية)
- فيرونيكا ميرشانت على موقع أول موفي (الإنجليزية)
- فيرونيكا ميرشانت على موقع قاعدة بيانات الفيلم (الإنجليزية)
- فيرونيكا ميرشانت على موقع كينوبويسك (الروسية)